# Кубиці (Опольське воєводство)
Кубиці (пол. Kubice, нім. Kaundorf) — село в Польщі, у гміні Ниса Ниського повіту Опольського воєводства.
Населення — 400 осіб (2011).

## Демографія
Демографічна структура станом на 31 березня 2011 року:
|          | Загалом | Допрацездатний вік | Працездатний вік | Постпрацездатний вік |
| -------- | ------- | ------------------ | ---------------- | -------------------- |
| Чоловіки | 199     | 44                 | 143              | 12                   |
| Жінки    | 201     | 45                 | 119              | 37                   |
| Разом    | 400     | 89                 | 262              | 49                   |